# Pluton dans l'art
Le dieu Pluton connaît plusieurs types de représentations artistiques, dans l'Antiquité comme à la période moderne, liés à plusieurs épisodes mythologiques.

## Iconographie de Pluton

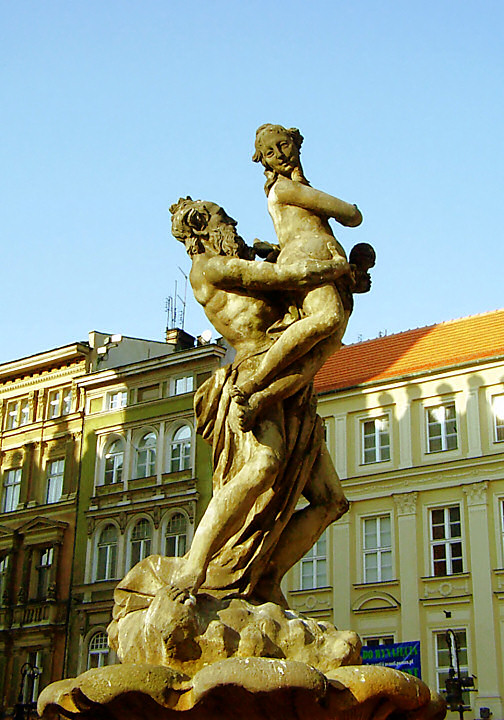
L'enlèvement de Proserpine, Stanisław Nowak, fontaine de la ville de Poznań en Pologne

Dieu des enfers, Pluton se reconnaît à plusieurs attributs : 
- barbe
- fourche à deux dents
- corne d'abondance
- sceptre
- cerbère

Il est également souvent accompagné par Charon, le passeur des enfers,  Proserpine, son épouse, qu'il a enlevée; ou encore le chien Cerbère. 
Pluton est rarement représenté pour lui-même, à part dans les séries figurant les dieux antiques, mais il apparaît dans plusieurs épisodes mythologiques.

## Scènes où apparaît Pluton

### Hercule aux enfers
La scène d'Hercule délivrant Cerbère, qui fait partie des douze travaux d'Hercule, donne parfois lieu à la représentation de Pluton, notamment dans l'Antiquité.[réf. souhaitée]

### L'enlèvement de Proserpine

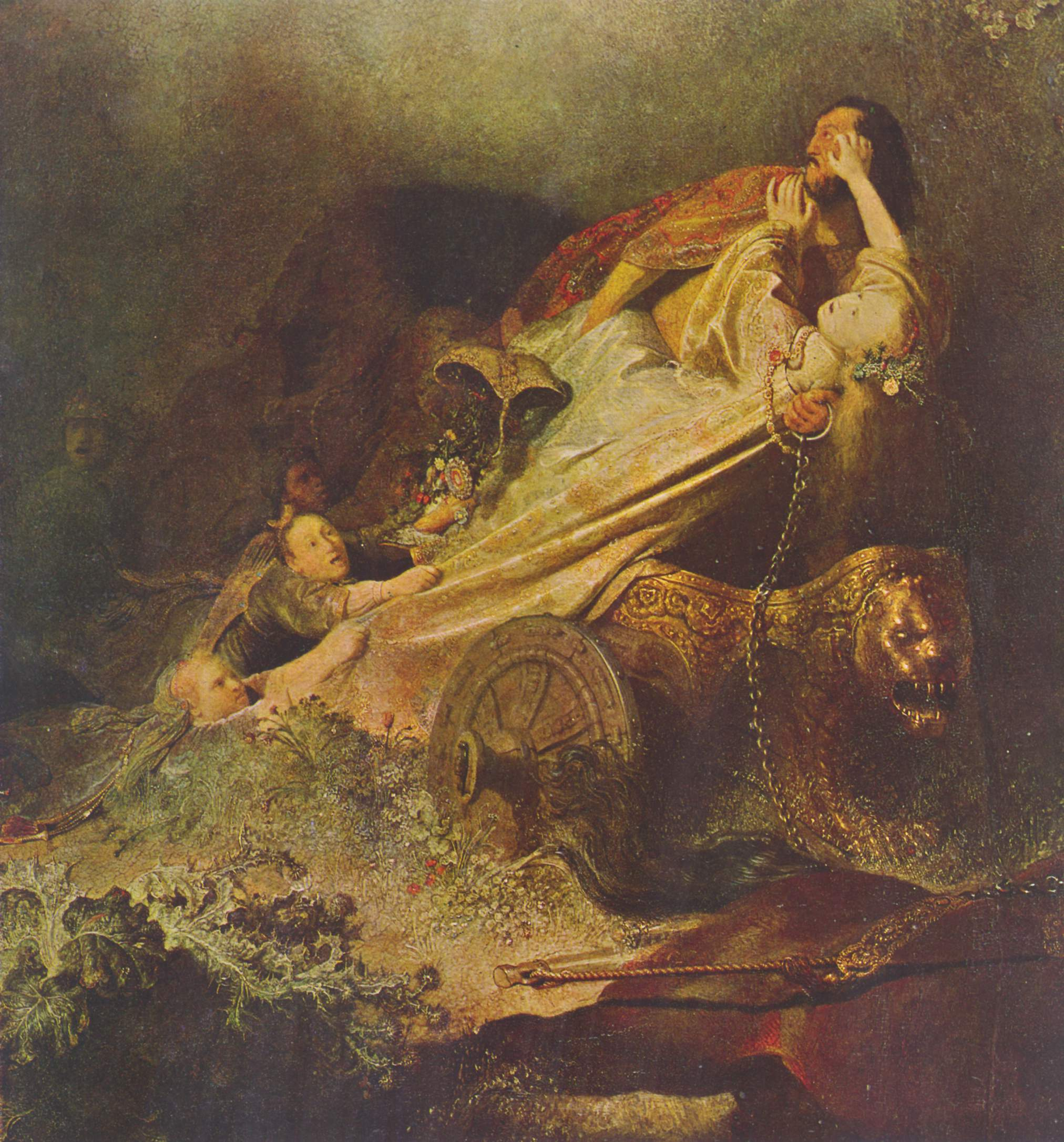
L'enlèvement de Proserpine, Rembrandt, 1632, Berlin, Gemäldegalerie

C'est sans doute l'enlèvement de Proserpine qui conduit aux plus nombreuses représentations, tant à la période antique (sarcophages romains) que chez les modernes.
Fille de Jupiter et Cérès, Proserpine est enlevée par Pluton avec la complicité de son père alors qu'elle cueille des fleurs en Sicile, et se marie avec le dieu des enfers. Afin de se venger, Cérès prive la terre de ses bienfaits, contraignant Jupiter à ordonner à Pluton de lui rendre sa fille. Cependant, celle-ci ayant mangé une grenade dans le monde souterrain y est à jamais rattachée : elle passe donc la moitié de sa vie près de sa mère et l'autre près de son mari, donnant naissance au cycle des saisons.[réf. souhaitée]
L'enlèvement de Proserpine a notablement influencé l'art. On le trouve notamment dans une série de sarcophages romains (Sarcophage de Proserpine), et beaucoup dans l'art moderne, que ce soit en sculpture, avec le célèbre groupe de Bernin, repris dans les jardins de Versailles par Girardon en 1669 ou en peinture, chez Nicolò dell'Abbate (Louvre), Léonard de Vinci (perdu), Giulio Romano (palais du Té, 1527-28) …  
Une version par Rembrandt, conservée à Berlin et datée de 1628-39, est particulièrement dramatique, car elle montre le char de Pluton englouti dans les enfers. Dans certaines représentations, comme celles du Bernin ou de Nicolo dell'Abbate, se trouve la nymphe Cyanè, qui s'opposa à l'enlèvement.[réf. souhaitée]
D'autres artistes préfèrent représenter Cérès recherchant sa fille.